# Lobophytum batarum
Lobophytum batarum är en korallart som beskrevs av Moser 1919. Lobophytum batarum ingår i släktet Lobophytum och familjen läderkoraller. Inga underarter finns listade i Catalogue of Life.